# Zwergflusskrebse
Die Zwergflusskrebse (Cambarellus) sind eine Gattung in der Familie Cambaridae. Die 19 Arten leben im Süßwasser der mexikanischen Hochebene, entlang der nordamerikanischen Golfküste und – im Falle von Cambarellus puer – von den texanischen Countys Brazos und Brazoria im Westen bis ins Becken des Mississippi und das südliche Louisiana und nördlich bis nach Illinois (Johnson County).

## Merkmale
Die Zwergflusskrebse wurden wegen ihrer geringen Größe von Forschern oft übersehen bzw. konnten in den weitmaschigen Netzen oder Reusen nicht gefangen werden. Sie erreichen eine Länge von maximal 4 Zentimetern bei Weibchen und 3 Zentimetern bei Männchen. Sie sind daher in der Größe nur mit den kleinsten Arten der anderen Gattungen innerhalb ihrer Familie vergleichbar, etwa mit Procambarus youngi oder Orconectes clypeatus.
Die Gliedmaßen des ersten Hinterleibssegments des Männchens sind zu einem Gonopodienpaar ausgebildet. Die Gonopodien haben Fortsätze, die zur Unterscheidung der Arten herangezogen werden können. Typisch für die Gattung sind auch kleine dornenförmige Haken am Basiselement der Schreitbeine der Männchen. Diese dienen zum Festhalten der Weibchen während der Kopulation. Im Gegensatz zu den anderen Gattungen der Familie Cambaridae sind solche Ischiumhaken bei den Zwergflusskrebsen am zweiten und am dritten Schreitbeinpaar zu finden.
Der Spermienspeicher (Annulus ventralis) der Weibchen und dazu passend die Spermienfurche der Männchen sind ebenfalls charakteristisch für die Gattung.

## Taxonomie

### Gattung
Die Gattung Cambarellus wurde 1905 von Arnold Edward Ortmann vorerst als Untergattung der Gattung Cambarus errichtet. Ortmann folgte damit einer Aufstellung von Walter Faxon, der 1885 die Gattung Cambarus nach den Merkmalen der Schreitbeine der Männchen in fünf Gruppen eingeteilt hatte. In der fünften Gruppe standen der Montezuma-Zwergflusskrebs, der schon 1857 von Henri de Saussure als Cambarus montezumae beschrieben worden war und heute die Typusart der Gattung Cambarellus ist, sowie der Louisiana-Zwergflusskrebs, damals als Cambarus shufeldti von Faxon selbst beschrieben. Ihm fiel auf, dass diese beiden Arten die einzigen innerhalb der Gattung Cambarus waren, die nicht am dritten oder vierten Schreitbein Haken aufwiesen, sondern am zweiten und am dritten. Faxon hatte damit eine mexikanische Art und eine aus den Vereinigten Staaten in derselben Gruppe zusammengestellt. Ortmann konnte diesen beiden Arten noch eine dritte hinzufügen, nämlich Cambarus chapalanus, die inzwischen von Faxon beschrieben worden war. 1942 erhob Horton H. Hobbs Jr. die Untergattung Cambarellus zur Gattung.

### Untergattungen
Die Einteilung in drei Untergattungen wurde 1983 von J. F. Fitzpatrick Jr. durchgeführt. Er ging davon aus, dass die Radiation der einzelnen Arten noch vor dem Miozän im südlichen Mississippi-Becken begann. Das scheinen auch fossile Funde zu bestätigen. Dadurch ergibt sich die geographische Verteilung der Untergattungen. In Mexiko sind ausschließlich die abgeleiteten Formen der nominotypischen Untergattung Cambarellus beheimatet. Ausschließlich in den USA kommt die durch ursprüngliche Merkmale gekennzeichnete Untergattung Pandicambarus vor. Die Untergattung Dirigicambarus ist monotypisch, das heißt, sie umfasst nur eine Art, den Louisiana-Zwergflusskrebs (Cambarellus shufeldtii). Diese Art lebt sympatrisch mit anderen Arten, beispielsweise dem Knabenkrebs (Cambarellus puer). Das gleichzeitige Vorkommen verschiedener Arten im selben Gebiet könnte durch Rückwanderung einer Art im späten Miozän oder frühen Pliozän, also im zeitlichen Abstand von rund 18 Millionen Jahren, entstanden sein.
Untergattung Cambarellus (Cambarellus)
- Cambarellus alvarezi Villalobos, 1952
- Cambarellus areolatus (Faxon, 1885)
- Cambarellus chapalanus (Faxon, 1898)
- Cambarellus chihuahuae Hobbs, 1980
- Cambarellus montezumae (Saussure, 1857) – Montezuma-Zwergflusskrebs
- Cambarellus occidentalis (Faxon, 1898)
- Cambarellus patzcuarensis Villalobos, 1943 – Gestreifter Zwergflusskrebs
- Cambarellus prolixus Villalobos & Hobbs, 1981
- Cambarellus zacapuensis Pedraza-Lara & Doadrio, 2015
- Cambarellus zempoalensis Villalobos, 1943

Untergattung Cambarellus (Dirigicambarus)
- Cambarellus shufeldtii (Faxon, 1884) Louisiana-Zwergflusskrebs

Untergattung Cambarellus (Pandicambarus)
- Cambarellus blacki Hobbs, 1980
- Cambarellus diminutus Hobbs, 1945

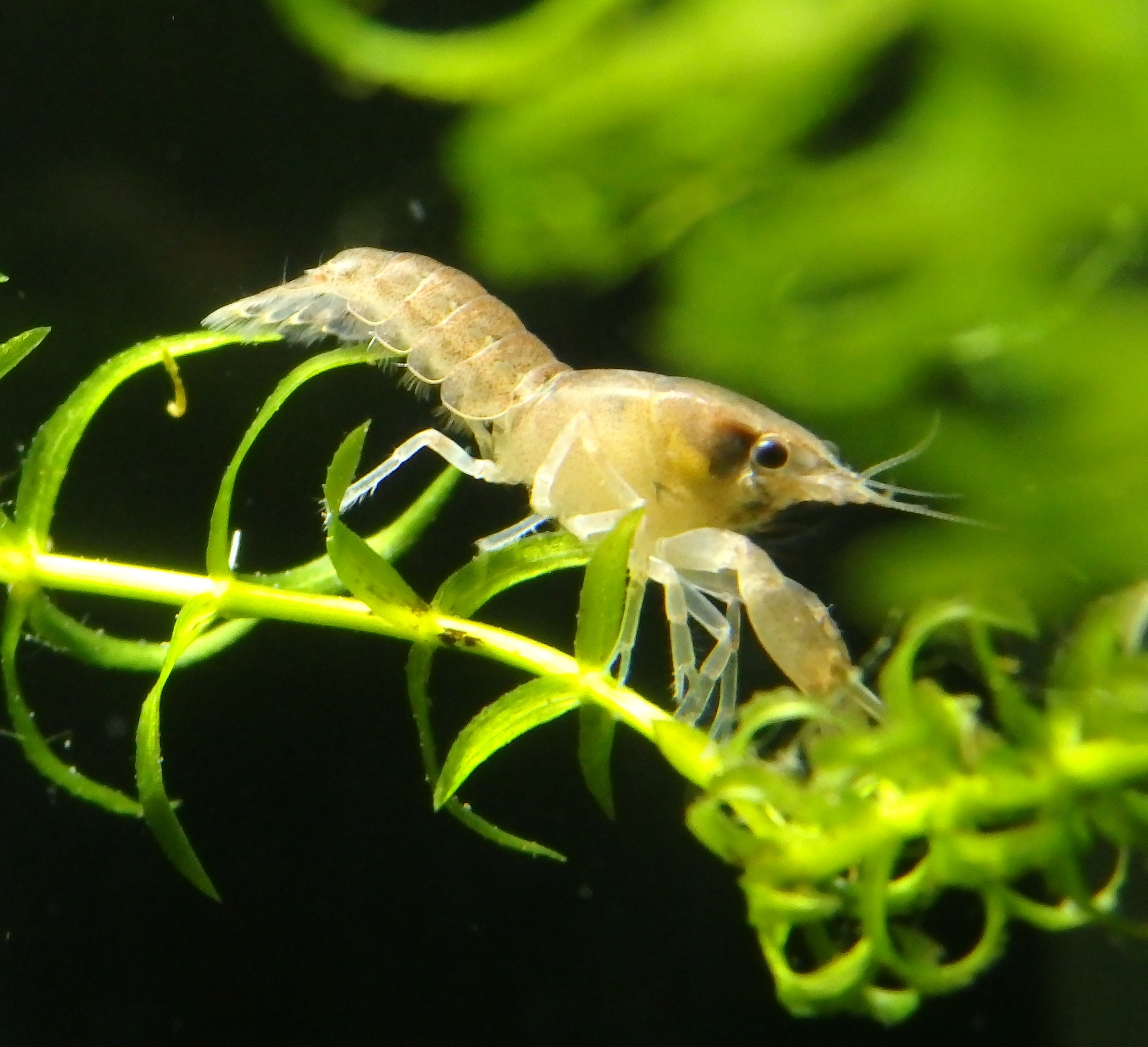
Cambarellus diminutus

- Cambarellus lesliei Fitzpatrick & Laning, 1976
- Cambarellus ninae Hobbs, 1950
- Cambarellus puer Hobbs, 1945 Knabenkrebs
- Cambarellus rotatus Schuster & Kendrick, 2017
- Cambarellus schmitti Hobbs, 1942
- Cambarellus texanus Albaugh & Black, 1973

## Verhalten
Zwergflusskrebse verhalten sich territorial. Sie schaffen sich teilweise durch Graben in Sand und Kies oder durch Zusammenflechten von Pflanzenteilen einen Unterschlupf in ihrem Gebiet.